# Nikki Todd
Nikole „Nikki“ Todd (* 7. Juli 1990 in Regina) ist eine kanadische Squashspielerin.

## Karriere
Nikki Todd begann ihre professionelle Karriere in der Saison 2012 auf der PSA World Tour und gewann auf dieser bislang zwei Titel. Ihre höchste Platzierung in der Weltrangliste erreichte sie mit Rang 49 im April 2018. Bei den Panamerikanischen Spielen gewann sie 2015 jeweils eine Silbermedaille mit der Mannschaft sowie in der Doppelkonkurrenz mit Samantha Cornett. 2014, 2018 und 2023 wurde sie mit der Mannschaft außerdem Vize-Panamerikameisterin, 2024 gelang der Mannschaft mit Todd schließlich der Titelgewinn. Darüber hinaus belegte sie mit David Baillargeon 2024 im Mixed den zweiten Platz. Mit der kanadischen Nationalmannschaft nahm sie 2014, 2016, 2018, 2022 und 2024 an der Weltmeisterschaft teil. Bei den Panamerikanischen Spielen 2023 in Santiago de Chile gewann sie mit der Mannschaft die Silbermedaille.

## Erfolge
- Vizepanamerikameisterin im Mixed: 2024 (mit David Baillargeon)
- Panamerikameisterin mit der Mannschaft: 2024
- Gewonnene PSA-Titel: 2
- Panamerikanische Spiele: 3 × Silber (Doppel 2015, Mannschaft 2015 und 2023)